# پاکیتو د ریوه‌را
پاکیتو دِ ریوه‌را (اسپانیایی: Paquito D'Rivera‎) یک موسیقی‌دان، سرپرست گروه موسیقی، نوارندهٔ کلارینت و ساکسوفون مشهور اهل کوبا است که در زمینهٔ موسیقی جاز فعالیت دارد.
او بابت فعالیت‌های هنری‌اش برندهٔ جوایز گوناگونی شده است که از آن میان، می‌توان به چندین جایزه گرمی اشاره کرد.